# Ruggiero Giovannelli

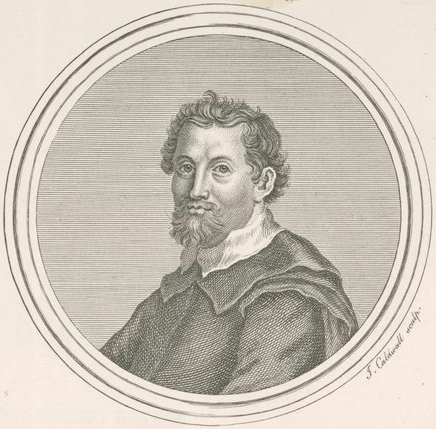
Ruggiero Giovannelli

Ruggiero Giovannelli, född omkring 1550, död 1625, var en italiensk tonsättare.
Giovannelli blev 1594 Giovanni Pierluigi da Palestrinas efterträdare som kapellmästare vid Peterskyrkan i Rom och 1599 påvlig kapellsångare. Giovanelli tillhörde den romerska skolan, sm under 1600-talet förde vidare de stora traditionerna från Palestrinas dagar. Han komponerade motetter, mässor, madrigaler och villaneller.